# Pascal Béraud
Pas d'image ? Cliquez ici

a Compétitions nationales et continentales officielles uniquement.

b Matchs officiels uniquement.
Pascal Béraud (surnommé « Fourchette ») (né le 31 janvier 1964 à Agnac) est un joueur et entraîneur français de rugby à XV, ayant occupé le poste de deuxième ligne à la Section paloise et à l'US Dax.

## Biographie
Pascal Béraud a été l'entraîneur des Reichel à Dax pour la saison 2007-2008 et devient entraineur de l'équipe première de Mugron en 2008.

## Carrière

### Clubs successifs
- 1984-1985[réf. nécessaire] : Section paloise
- 1985-2000[réf. nécessaire] : US Dax

### En sélection nationale
- 2 sélections en équipe de France A (Argentine 1988)[réf. nécessaire]

### Avec les Barbarians
Le 15 octobre 1997, il est invité avec les Barbarians français pour jouer contre le Lansdowne RFC à Dublin. Les Baa-Baas s'imposent 31 à 24.